# Dave Halliday
Pour les articles homonymes, voir Halliday.
David « Dave » Halliday (né le 11 décembre 1901 à Dumfries en Écosse en et mort le 5 janvier 1970) fut un footballeur écossais, buteur prolifique et par la suite entraîneur. 
Ses 38 buts en 1923-24 feront de lui le meilleur buteur écossais et ses 43 buts en 1928–29 feront de lui le meilleur buteur anglais. Il inscrira en tout 376 buts. 
En tant qu'entraîneur, seul lui et Alex Ferguson mèneront Aberdeen au titre de champions d'Écosse.

## Joueur

### Début de carrière et Queen of the South
Natif de Dumfries, il commence en tant qu'ailier dans différents clubs locaux. Il rejoint ensuite la Dumfries Academy. Halliday joue ensuite dans une des trois équipes qui fusionnent pour former Queen of the South FC en 1919. Halliday rejoint les Queens officiellement le 17 janvier 1920. Après la fin de la saison en mai 1920, Halliday joue en tout 19 matchs.
À sa première saison au Queens, ils écrasent le 8 mai lors de la Charity Cup les Dumfries FC 7-1. Une semaine plus tard, Queens bat Solway Star 4-0 en demi-finale avant de perdre en finale contre Dalbeattie Star.
Halliday inscrira 13 buts en 19 matchs et quittera les Doonhamers en 1920 pour St Mirren.
En 1924, le jeune frère de 16 ans de Halliday, Billy Halliday rejoindra Queen of the South.

### St Mirren
Halliday rejoint St Mirren où il inscrit 2 buts en 13 matchs.

### Dundee
Dave Halliday rejoint Dundee en 1921. Dundee fait jouer Halliday en attaquant central, ce qui lance sa carrière de buteur.
Il devient donc un véritable chasseur de buts, et finit meilleur buteur de la ligue en 1923-24 avec 38 buts en 36 matchs. Dundee remporte la coupe d'Écosse en 1924-25. Halliday inscrit en tout 90 buts en 126 matchs pour les Dees.
Il fait partie d'une équipe type du championnat écossais qui fait un match nul 1-1 contre une équipe du championnat anglais à Ibrox Park en mars 1924.

### Sunderland
En 1925, Sunderland paie £4 000 pour l'acheter pour remplacer Charlie Buchan. Halliday devient rapidement un buteur prolifique avec 35 buts dans chacune des 4 saisons qu'il passe au club. Ses 43 buts en 1928-29 font de lui le meilleur buteur de la ligue (il s'agit dans l'histoire du plus grand nombre de buts inscrits par un joueur de Sunderland en une saison). Halliday inscrit ses 100 premiers buts pour Sunderland en 101 matchs.
Dave Halliday possède le meilleur ratio buts par match que n'importe quel autre buteur dans l'histoire du club : 165 buts en 175 matchs (156 buts en 166 matchs de championnat, et neuf buts en neuf matchs de FA Cup) pour une moyenne de 0,943 but par match. Seuls Charlie Buchan et le meilleur buteur de l'histoire de Sunderland Bobby Gurney ont marqué plus de buts pour le club que Halliday. Halliday a marqué plus de hat-tricks (12) que n'importe quel autre joueur de Sunderland, et il a marqué quatre buts en un match à trois reprises.
À Sunderland en novembre 1927, Billy le frère de Paul rejoint les rivaux de Newcastle United.

### Arsenal
En 1929, il rejoint Arsenal pour remplacer Jack Lambert, et fait ses débuts à Birmingham City le 9 novembre 1929. Halliday inscrit un grand nombre de buts en 1929-30 dont 8 buts en 15 matchs (dont 5 lors d'un 6-6 contre Leicester City). Il loupe la fin de la saison après le retour de Lambert, et manque la finale 1930 de la FA Cup, où Arsenal gagne son premier trophée majeur.

### Manchester City
Dave Halliday signe à Manchester City seulement un an après avoir signé à Arsenal. À City, Halliday retrouve sa forme de buteur, avec 47 buts en 76 matchs et 4 buts en 6 matchs de coupe. À Manchester City, il inscrit un triplé contre son ancien club Sunderland en juste 10 minutes en janvier 1932. Halliday perd en finale de coupe en 1933 contre Everton.

### Clapton Orient
Il joue dans sa dernière équipe professionnelle au Clapton Orient entre 1933 et 1935, où il est toujours un buteur régulier, avec 33 réalisations en 53 matchs.

### Yeovil & Petters United
Après avoir quitté Orient, Dave Halliday devient entraîneur-joueur pour l'équipe de Yeovil & Petters United. Il inscrit 3 buts en un match de FA Cup pour Yeovil & Petters United avant de partir pour Aberdeen en 1938.
| Saison    | Club           | Matchs champ. | Buts champ. | Matchs coupe | Matchs coupe | Total matchs | Total buts |
| --------- | -------------- | ------------- | ----------- | ------------ | ------------ | ------------ | ---------- |
| 1920/21   | St Mirren      | 13            | 2           | 0            | 0            | 13           | 2          |
| 1921/22   | Dundee         | 28            | 23          | 3            | 2            | 31           | 25         |
| 1922/23   | Dundee         | 26            | 10          | 8            | 5            | 34           | 13         |
| 1923/24   | Dundee         | 36            | 38          | 3            | 1            | 39           | 39         |
| 1924/25   | Dundee         | 36            | 19          | 7            | 5            | 43           | 24         |
| 1925/26   | Sunderland     | 42            | 38          | 4            | 4            | 46           | 42         |
| 1926/27   | Sunderland     | 33            | 36          | 1            | 1            | 34           | 37         |
| 1927/28   | Sunderland     | 38            | 35          | 3            | 4            | 41           | 39         |
| 1928/29   | Sunderland     | 42            | 43          | 1            | 0            | 43           | 43         |
| 1929/30   | Sunderland     | 11            | 4           | 0            | 0            | 11           | 4          |
| 1929/30   | Arsenal        | 15            | 8           | 0            | 0            | 15           | 8          |
| 1930/31   | Man City       | 24            | 14          | 1            | 0            | 25           | 14         |
| 1931/32   | Man City       | 40            | 28          | 5            | 4            | 45           | 42         |
| 1932/33   | Man City       | 8             | 3           | 0            | 0            | 8            | 3          |
| 1933/34   | Man City       | 4             | 2           | 0            | 0            | 4            | 2          |
| 1933/34   | Clapton Orient | 21            | 19          | 1            | 0            | 22           | 19         |
| 1934/35   | Clapton Orient | 32            | 14          | 2            | 3            | 34           | 17         |
| (1921-36) | (Total)        | (449)         | (336)       | (39)         | (29)         | (488)        | (365)      |

buts de Dave Halliday dans des équipes non seniors:-
| Saison(s) | Club                      | Matchs | Buts |
| --------- | ------------------------- | ------ | ---- |
| 1919/20   | Queen of the South        | 19     | 13   |
| 1935-1938 | Yeovil and Petters United | ?      | ?    |

## Entraîneur

### Aberdeen
Dave Halliday retourne dans son Écosse natale en décembre 1937 pour devenir entraîneur d'Aberdeen. En avril 1938, il fait signer George Hamilton qui quitte son ancien club Queen of the South. Ce n'est qu'après la Seconde Guerre mondiale que commencent à venir les trophées nationaux. Aberdeen remporte le championnat 1945-46 et la coupe 1946-47 où George Hamilton marque en finale ; Aberdeen remporte la coupe l'année suivante. Ils atteignent la finale en 1952-53 puis en 1953-54, puis le titre de championnat en 1954-55. Lors des 18 ans de Dave Halliday au club, les Dons ne retrouveront pas un niveau pareil jusqu'à l'ère Alex Ferguson.

### Leicester City
Après avoir quitté Aberdeen, il passe 3 ans à la tête de Leicester City, et gagne le titre de seconde division en 1956-57. Halliday quitte Leicester en 1958, et le club ne quittera plus la division I jusqu'en 1969.

## Après football
Dave Halliday se retire du football après Leicester City. Il meurt en 1970, à l'âge de 68 ans.

## Palmarès
Dundee FC
- Meilleur buteur du Championnat d'Écosse de football (1) :
  - 1924: 38 buts.
- Finaliste de la Scottish Cup (1) :
  - 1925.

Sunderland AFC
- Meilleur buteur du Championnat d'Angleterre de football (1) :
  - 1929: 43 buts.

Arsenal FC
- Vainqueur de la FA Cup (1) :
  - 1930.

Manchester City FC
- Finaliste de la FA Cup (1) :
  - 1933.